# Centralny Port Komunikacyjny
Centralny Port Komunikacyjny (CPK) ist ein Projekt der Regierung in Polen; bis 2028 soll ein Zentralflughafen entstehen. Dieser Großflughafen soll den bisherigen Flughafen Warschau ersetzen oder entlasten und darüber hinaus ein neues Luftdrehkreuz in Mittel- und Osteuropa werden.
Der polnische Staatspräsident Andrzej Duda unterzeichnete im Juni 2018 das betreffende Gesetz. Mit dem Bau sollte noch 2023 [veraltet] begonnen werden. Auf der Passenger Terminal Expo 2023 wurden konkrete Pläne präsentiert, laut denen die erste Ausbaustufe eine Kapazität von 40 Millionen Passagieren jährlich haben soll, der Endausbau wahrscheinlich 65 Millionen Passagiere. Ein Bahnhof soll in den Flughafen als integrierter Knoten und Verbindungen innerhalb des Landes dienen. Reisen in die größten polnischen Städten sollen nicht mehr als 2 Stunden benötigen.

## Lage
Der Flughafen soll nahe der Autobahn A2 rund 40 Kilometer südwestlich der Hauptstadt Richtung Łódź im Powiat Grodziski, auf dem Gebiet der Landgemeinde Baranów auf etwa 50 Quadratkilometern Fläche entstehen. Auch eine Eisenbahnanbindung ist angedacht. Die Regierung rechnet mit Kosten von 9,6 Milliarden Euro.
Seit 2019 wird der wenig genutzte Flughafen in Radom gründlich umgebaut und vergrößert. Er liegt etwa 100 Kilometer südlich von Warschau und hat keine Autobahnverbindung. Der Zweck dieses Bauvorhabens bleibt unklar.

## Geschichte

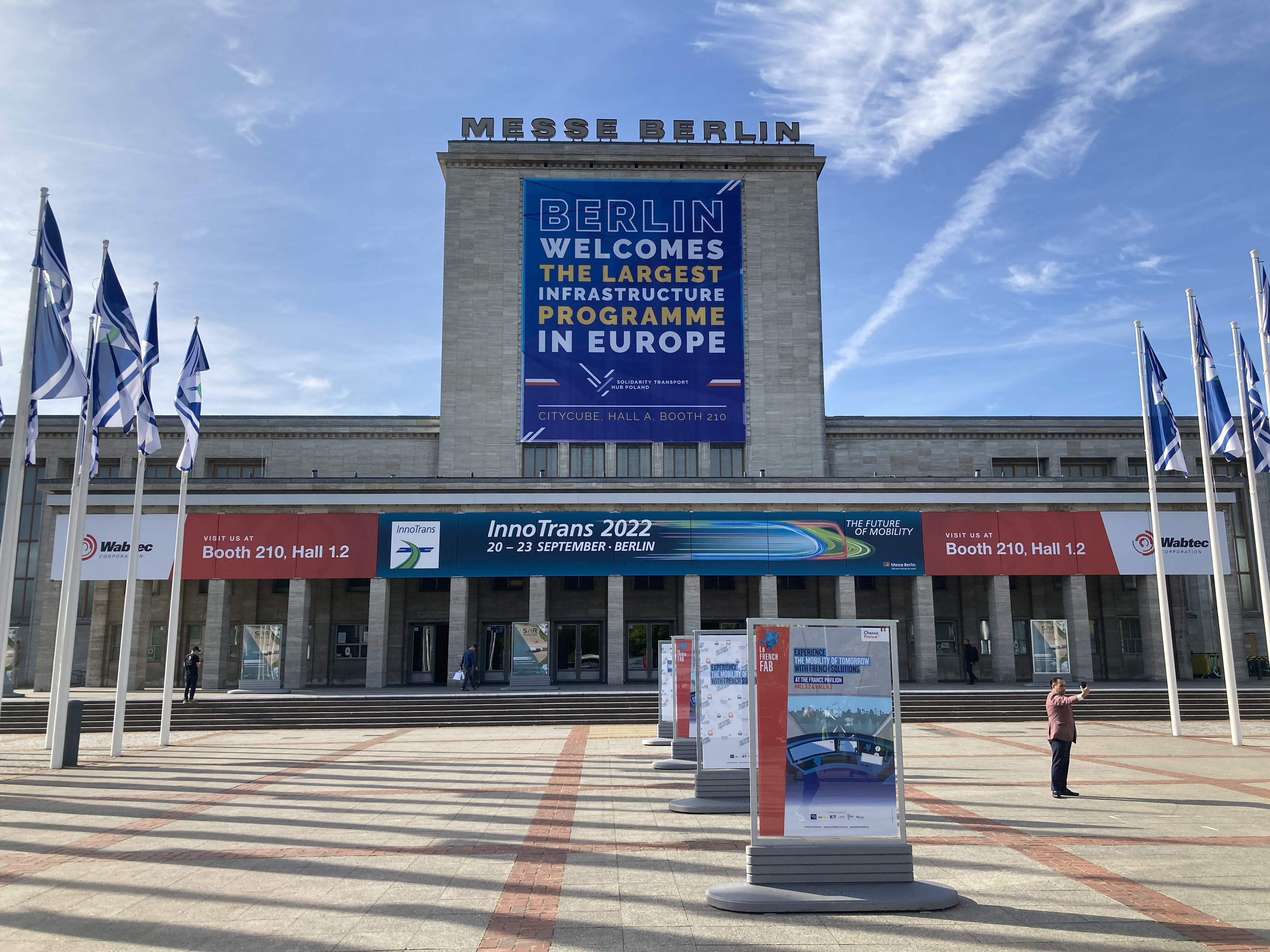
Werbeplakat während der Messe InnoTrans 2022 in Berlin. „Berlin begrüßt das größte Infrastrukturprogramm Europas. Verkehrsknotenpunkt der Solidarität. Polen.“

Der derzeitige Warschauer Flughafen fertigt jährlich etwa 15 Millionen Passagiere ab. Dies ist etwa das Vierfache des Verkehrsvolumens des Jahres 2000, womit der Flughafen nahe seiner Kapazitätsgrenze operiert. Aufgrund der umgebenden Bebauung kann er nicht erweitert werden. Es besteht ein weiterer Flughafen, der mit 2,9 Millionen abgefertigten Passagieren wesentlich kleinere ehemalige Militärflughafen Flughafen Warschau-Modlin im Nordwesten der Stadt, der bislang durch Billigfluggesellschaften genutzt wird.
Am 17. Juni 2018 wurde in der Landgemeinde Baranów ein Lokalreferendum abgehalten. Die beiden Fragen lauteten sinngemäß:
1. Sind Sie für Baranów als Standort für den Zentralflughafen?
2. Sind Sie für die von der Regierung vorgeschlagene Kompensation?

Bei einer Wahlbeteiligung von ungefähr 47 Prozent bejahten 17,2 % der gültig Abstimmenden die erste und 6,1 % die zweite Frage. Entsprechend entschieden sich 82,8 % und 93,9 % dagegen. Zwar ist das Votum wegen des überschrittenen Quorums von 30 % gültig, für die Regierung jedoch nicht verbindlich.
Ende 2023 waren erst 22 Prozent der geplanten Fläche erworben worden. Den Eigentümern wurden Entschädigungszahlen von 20 bzw. 40 Prozent über Marktwert (bezogen auf Grundstück- bzw. Gebäudewert) angeboten. 1.300 Eigentümer hatten sich zu diesem Zeitpunkt bereits zum Verkauf entschlossen.